# Калемегдан
„Калемегдан“ е турското наименование на Белградската крепост и едноименен парк в Белград, Сърбия.
Разположен е на десния бряг на река Сава при вливането ѝ в река Дунав. От крепостната стена се открива гледка към Нови Београд.
След освобождаването на Сърбия от османско владичество през 1815 година белградската крепост остава седалище на османски гарнизон. В сръбско-турския конфликт от 1862 година крепостта е основният обект, около който се водят боевете с участието и на Първата българска легия. През 1867 година е предадена на сърбите в резултат на споразумение със султана.
По турското име на крепостта паркът зад нея също се нарича „Калемегдан“. Белград е пазител на едно от най-красивото културно и историческо наследство. Един от забележителните му експонати е крепостта Калемегдан. Според исторически данни Калемегдан е част от крепостен град, датиращ от средните векове. По времето, когато градът е част от Османската империя, крепостта се сдобива с името „Калемегдан“ – в превод: „замък“, „площад“. Крепостта се намира в едноименния парк Калемегдан. Той е най-големият парк в Белград и е сред основните забележителности на сръбската столица. Сградата на Калемегдан е реставрирана няколко пъти. Архитектурата ѝ е изключително автентична. През годините различните владетели на града са достроявали различни части от крепостта. Може би това до голяма степен е спомогнало за масивния и уникален вид на Калемегдан.
Една от най-атрактивните части на крепостта е средновековна часовникова кула, построена през XVI век. Калемегдан разполага с няколко наблюдателни кули и масивно каменно укрепление. Според местните именно белите каменни плоскости, от които е изградена крепостта, са първоизточник на наименованието на града – Белград.
Калемегдан е построена на връх, от където се открива прекрасен изглед към града и красивия едноименен парк. Паркът е разделен на две части: малък и голям Калемегдан. Малкият Калемегдан помещава забележителен зоопарк, а големият – Военния музей, Музея на горското стопанство и други забележителности. Паркът изобилства от зеленина, красиви културни забележителности, китни кафенета, ресторанти и чудесни места за пикник и почивка сред природата и историческите забележителности на града.